# Reitende Aorta

Grafische Darstellung einer reitenden Aorta

Der Ausdruck Reitende Aorta (gelegentlich auch Überreitende Aorta) bezeichnet in der Kardiologie eine bestimmte Fehllage der Hauptschlagader (Aorta) in Zusammenhang mit einem hoch gelegenen Septumdefekt bei einem angeborenen Herzfehler:
Die üblicherweise in der linken Herzkammer entspringende Hauptschlagader ist beim Phänomen der reitenden Aorta nach rechts verlagert, reitet somit über dem Loch an der Herzscheidewand und erhält dadurch aus beiden Herzkammern Blut. 
Charakteristisch ist eine reitende Aorta beim Vorliegen einer Fallot-Tetralogie. Ohne operative Korrektur ist die Lebenserwartung erheblich reduziert, mehr als 95 Prozent der Patienten ohne OP sterben in den ersten 20 Lebensjahren.